# Ad hominem
Ad hominem (Latin "mod manden" eller "mod personen"), forkortelse for argumentum ad hominem, er en fejlsluttende argumenteringsstrategi, som anvendes ved at besvare en modparts argument ved at angribe modpartens karakter, motiv eller andre egenskaber ved personen bag argumentet eller ved personer associeret med argumentet i stedet for at angribe substansen i selve argumentet.
Ad hominem var oprindelig et argument "beregnet til at appellere til den adresserede person mere end en upartisk årsag".
Fejlagtig ad hominem ræsonnering kategoriseres som en uformel fejlslutning, mere præcist som en eugenisk fejlslutning, en underkategori af Ignoratio elenchi.
En gennemgående misforståelse er, at ad hominem betyder mudderkastning (dvs. at kalde en anden ved øgenavne eller smædeord). Men selv om en sådan adfærd kan siges at være dårlig praksis, er det ikke nødvendigvis ad hominem eller en fejlslutning. Det vil først være ad hominem, hvis argumentet tager udgangspunkt i mudderkast, f.eks. hvis argumentet er "du er en grim ko, derfor er din holdning forkert".

Eksempler:
Da socialdemokraten Nicolai Wammen i januar 2022 kritiserede formændene for hhv. Venstre og Konservative for at være mere optaget af at positionere sig selv som kommende statsministeremner for blå blok end af at bidrage til samarbejdet om at løse landets problemer, så kommenterede den konservative Rasmus Jarlov, at det var karakteristisk for Wammen at tage et nederlag så dårligt.